# Bronikowo (Grande-Pologne)
Pour les articles homonymes, voir Bronikowo.
Bronikowo (prononciation : [brɔniˈkɔvɔ]) est un village polonais de la gmina de Śmigiel dans le powiat de Kościan de la voïvodie de Grande-Pologne dans le centre-ouest de la Pologne.
Il se situe à environ 6 kilomètres au sud-ouest de Śmigiel (siège de la gmina), à 19 kilomètres au sud-ouest de Kościan (siège du powiat) et à 58 kilomètres au sud-ouest de Poznań (capitale régionale).
Le village possède une population de 510 habitants.

## Histoire
De 1975 à 1998, le village faisait partie du territoire de la voïvodie de Leszno.

Depuis 1999, Bronikowo est situé dans la voïvodie de Grande-Pologne.